# Fortini della fame

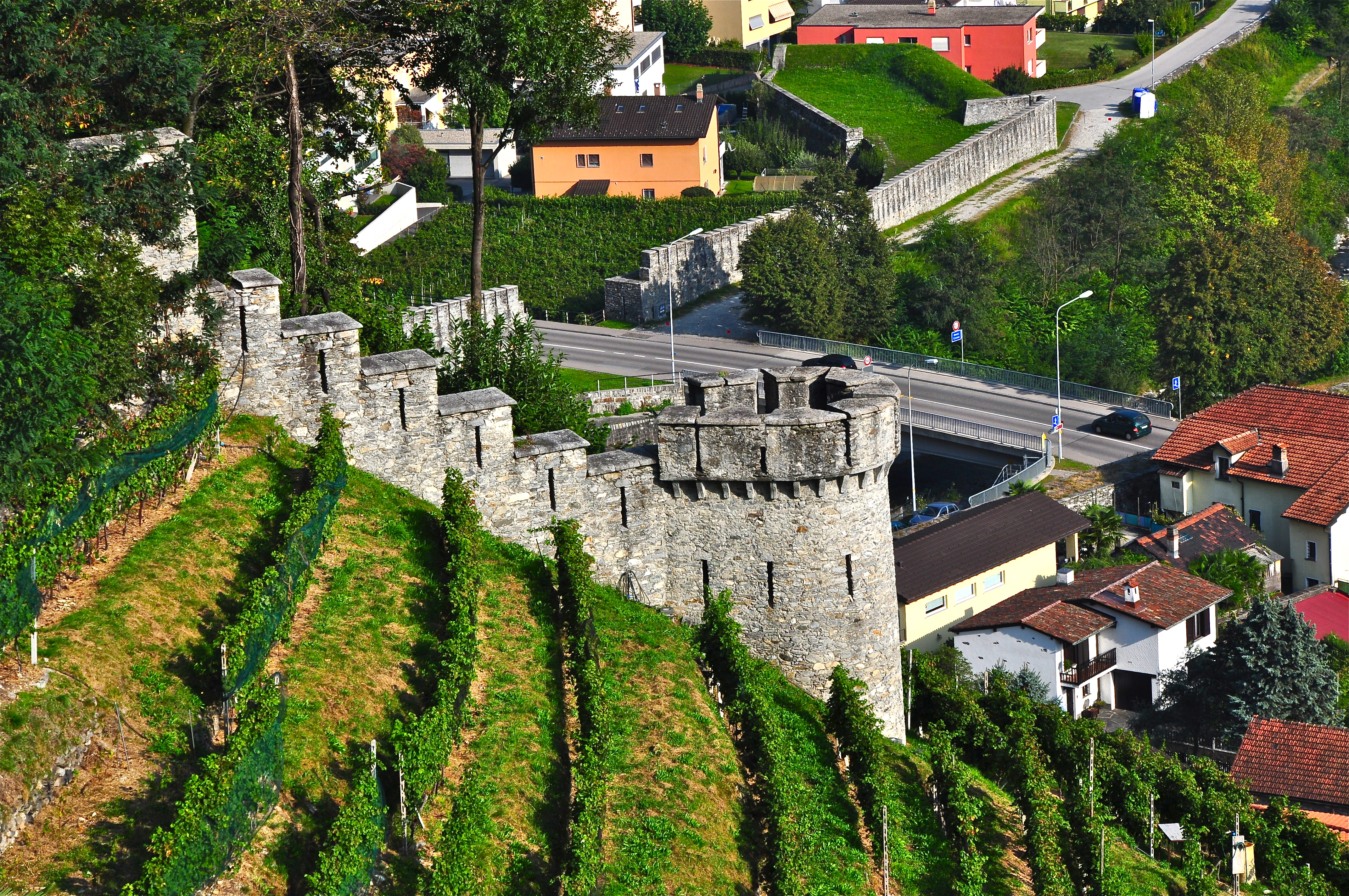
I fortini della fame a Sementina

I fortini della fame (o linea Dufour) sono una struttura militare che si trova nelle località svizzere di Camorino, Monte Carasso e Sementina, frazioni del comune di Bellinzona nel Canton Ticino.
Fanno parte di un sistema difensivo ideato dal generale Guillaume-Henri Dufour in un contesto influenzato dalla crisi politica attorno al 1848. Essi rappresentano la testimonianza delle vicende che hanno alimentato il risorgimento lombardo nella metà del secolo scorso; c'era un rapporto di forza tra Canton Ticino e Lombardia. Nel 1844 il rappresentante a Berna del Consiglio di Stato ticinese chiese di fortificare la zona per difendere i valichi alpini da un'eventuale invasione da sud. Solo nel 1848 fu riconosciuta l'urgenza del pericolo.
Il sistema militare (di cui Dufour era il generale) prevedeva la realizzazione di due linee difensive: una a Bellinzona, che era prevalentemente formata da trincee, la seconda più articolata, che sfruttava gli ostacoli naturali della valle di Sementina e l'alveo del fiume Morobbia. Sulla parte destra del Ticino furono anche costruiti dei muraglioni e, anche se mai finiti, delimitarono l'ingresso della valle di Sementina. La realizzazione dei fortini occupò circa 500 uomini per un paio di anni, creando un indotto di lavoro importante per la regione.
È per questo motivo che la gente li denominò fortini della fame, un investimento per una necessità militare, anche se l'utilità bellica ebbe scarsi risultati, ma fu anche un'opportunità nel promuovere il lavoro a molte persone che erano costrette alla miseria.